# Michel Auclair

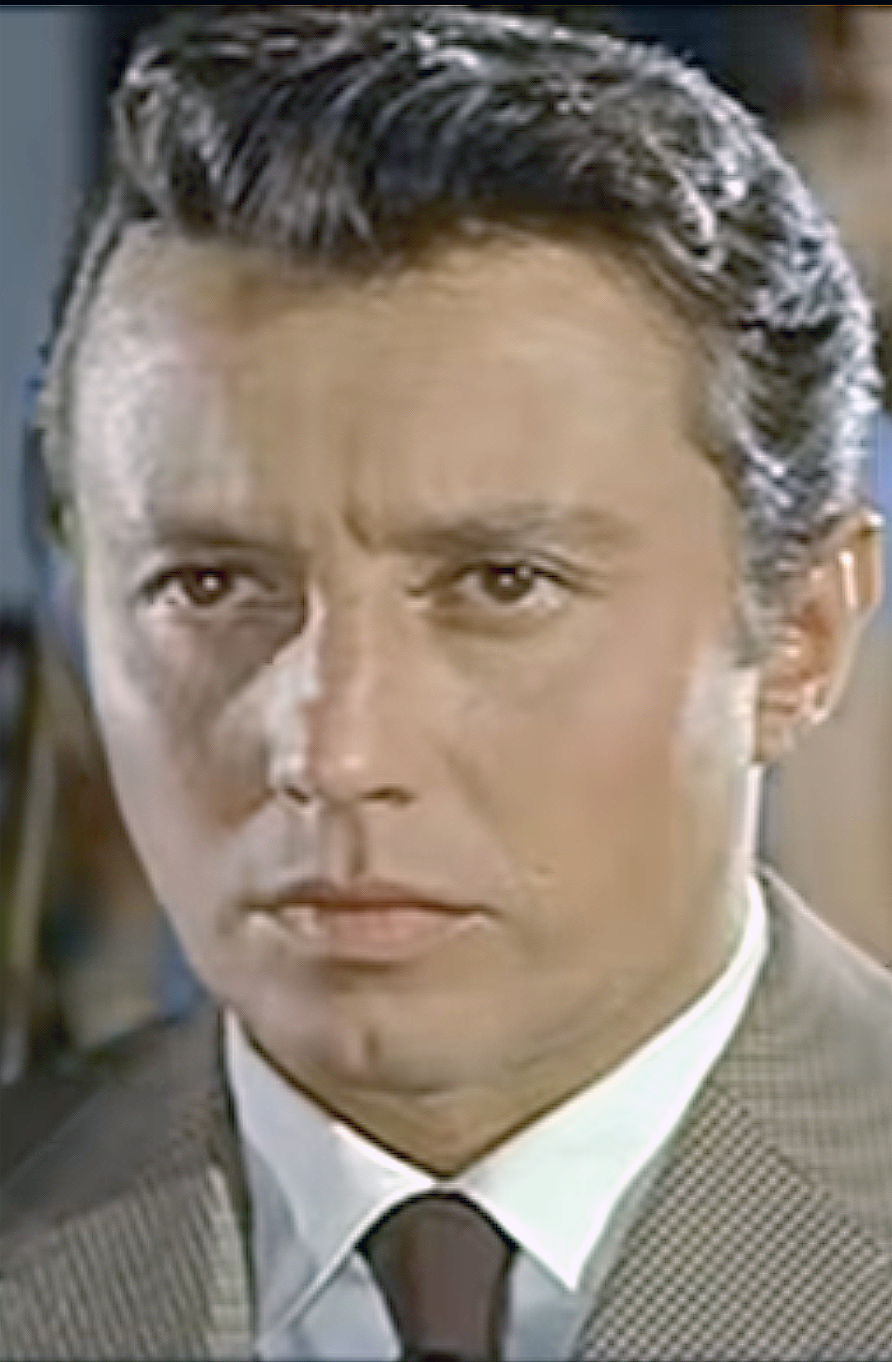
Michel Auclair (1956) - französischer Schauspieler

Michel Auclair (eigentlich Vladimir Vujović; * 14. September 1922 in Koblenz; † 7. Januar 1988 in Fayence) war ein französischer Schauspieler.

## Leben
Michel Auclair wurde in Koblenz als Sohn eines Serben und einer Französin geboren. Sein Vater, Vojislav Vujović, war ein bekannter serbischer Kommunist und Sekretär der Kommunistischen Jugendinternationale.
Auclair zog mit seiner Mutter im Alter von drei Jahren nach Paris. Er besuchte das Pariser Conservatoire national supérieur d’art dramatique und gab 1942 am Théâtre des Mathurins sein Bühnendebüt. Jean Cocteau förderte ihn früh, sodass Auclair unter anderem in Cocteaus Stücken an verschiedenen Theatern in Paris auftrat. Weitere Rollen übernahm Auclair auch in Stücken von Jean Anouilh und Paul Claudel.
Im Jahr 1945 kam Auclair zum Film. Als Ludovic, Bruder der Heldin Josette Day und Gegenspieler Jean Marais’ in Cocteaus Es war einmal wurde Auclair 1946 einem größeren Filmpublikum bekannt. Er spielte in der Folge zumeist galante Liebhaber wie den Des Grieux in Henri-Georges Clouzots Version von Manon Lescaut (1949). In späteren Jahren hatte er dann Rollen dubioser Figuren inne (Der Rächer aus dem Sarg, Der Schakal, Tausend Milliarden Dollar). Häufig war Auclair an der Seite von Alain Delon zu sehen, darunter in Die Waffe des Teufels, Killer stellen sich nicht vor und Rette deine Haut, Killer.
Auclair verstarb 1988 und wurde auf dem Friedhof in Saint-Paul-en-Forêt beigesetzt.

## Filmografie (Auswahl)
- 1946: Es war einmal (La Belle et la Bête)
- 1947: Das Boot der Verdammten (Les Maudits)
- 1949: Manon
- 1949: Singoalla – Die Zigeunerin (Singoalla)
- 1950: Kein Mitleid mit Frauen (Pas de pitié pour les femmes)
- 1950: Schwurgericht (Justice est faite)
- 1951: Verträumte Tage (L’Aiguille rouge)
- 1951: Engel oder Sünderin? (Le Due verità)
- 1952: Die Stimme des Anderen
- 1952: Anita Garibaldi (Camicie rosse)
- 1952: Auf den Straßen von Paris (La Fête à Henriette)
- 1953: Die Tochter der Kompanie
- 1954: Versailles – Könige und Frauen (Si Versailles m’était conté)
- 1954: Heiße Ware für Marseille (Quai des blondes)
- 1954: Das zweite Leben (Double destin)
- 1954: Mord auf dem Dachgarten (Bonnes à tuer)
- 1955: Treu bis in den Tod (Andrea Chénier)
- 1956: Das Reismädchen (La risaia)
- 1957: Die Erbarmungslosen (Les Fanatiques)
- 1957: Mord am Montmartre (Reproduction interdite)
- 1957: Ein süßer Fratz (Funny Face)
- 1957: Der Fuchs von Paris
- 1959: Maigret kennt kein Erbarmen (Maigret et l’Affaire Saint-Fiacre)
- 1960: Ein Mädchen für einen Sommer (Une fille pour l’Été)
- 1960: Mord bei 45 Touren (Meurtre en 45 tours)
- 1961: Das fremde Gesicht (Le Rendez-vous de minuit)
- 1962: Lehrjahre der Liebe (L’Éducation sentimentale)
- 1963: Sieben Tote hat die Woche (Symphonie pour un massacre)
- 1963: Ferien in Portugal (Les Vacances portugaises)
- 1964: Tod, wo ist dein Sieg? (Mort, où est ta victoire?)
- 1964: Schräger Charme und tolle Chancen (La Chance et l’Amour)
- 1964: Zusammen in Paris (Paris When It Sizzles)
- 1966: Die Reise des Vaters (Le Voyage du père)
- 1968: Der Rächer aus dem Sarg (Sous le Signe de Monte Cristo)
- 1970: Le cœur fou
- 1971: Musketier mit Hieb und Stich (Les Mariés de l’An II)
- 1972: Dezember (Décembre)
- 1973: Der Schakal (The Day of the Jackal)
- 1974: Die Verfolgten (Les Guichets du Louvre)
- 1974: Erinnerungen aus Frankreich (Souvenirs d’en France)
- 1974: Quartett Bestial (Sept morts sur ordonnance)
- 1977: Der Richter, den sie Sheriff nannten (Le juge Fayard, dit Le Shériff)
- 1977: Kommissar Moulin (Commissaire Moulin; Fernsehserie, 1 Folge)
- 1978: Anklage – Mord (L’Amour en question)
- 1979: Wirbelstürme des Lebens (Le Coup de sirocco)
- 1979: Waffe des Teufels (Le Toubib)
- 1980: Killer stellen sich nicht vor (Trois hommes à abattre)
- 1981: Die Anwälte des Teufels (Les Avocats du diable)
- 1981: Rette deine Haut, Killer (Pour la Peau d’un flic)
- 1982: Tausend Milliarden Dollar (Mille milliards de dollars)
- 1982: Die verrücktesten 90 Minuten vor Christi Geburt (Deux heures moins le Quart avant Jésus-Christ)
- 1982: Lise et Laura
- 1982: Enigma
- 1983: Der Herr Präsident (El señor presidente)
- 1983: Die schöne Gefangene (La Belle captive)
- 1984: Rue Barbare
- 1984: Le bon plaisir – Eine politische Liebesaffäre (Le Bon plaisir)
- 1985: Christopher Columbus
- 1988: Liebe ist kein Beweis (Preuve d’amour)
- 1989: Torquemada